# Srđan Lakić
Srđan Lakić (Dubrovnik, 2. listopada 1983.) je bivši hrvatski nogometaš koji je igrao na poziciji napadača. Nastupao je u hrvatskim, nizozemskim i njemačkim klubovima, a igračku karijeru je završio u ljeto 2016. godine.

## Postignuća
- Najbolji strijelac DFB-Pokala (njemački kup) 2010. – 2011. (7 pogodaka)
- Četvrti strijelac Bundeslige 2010. – 2011. (16 pogodaka)
- Prvak 2. Bundeslige lige s Kaiserslauternom 2009. – 2010.
- Drugi najbolji hrvatski strijelac u povijesti Bundeslige u jednoj sezoni (16 pogodaka)
- Među tri najbolja strijelca Kaiserslauterna u povijesti u Bundesligi s prosjekom 0.51 pogotkom po utakmici (ukupno 51 službeni pogodak).
- Najbolji strijelac Druge HNL u sezoni 2004. – 2005.(24 pogotka)
- Najbolji igrač Druge HNL u sezoni 2004. – 2005.

#### Statistika
- 372 službene utakmice
- 129 službenih pogodaka

## Klupska karijera

### Rana karijera
Srđan Lakić nogometom se počeo baviti s 10 godina u Dubrovniku. S 15 godina je kao talentirani mladić preselio u Hajduk (1999.). U splitskom klubu zadržao se dvije godine, odigrao je izlaznu kadetsku i ulaznu juniorsku sezonu. U Hajduku nije bio među igračima na koje se ozbiljnije računalo, iako je za juniorsku momčad u šest nastupa postigao četiri pogotka u Prvoj hrvatskoj juniorskoj ligi. Također, bio je dio momčadi koja je na Kvarnerskoj rivijeri, najjačem omladinskom turniru u Hrvatskoj, osvojila drugo mjesto (2001.).

#### GOŠK Dubrovnik
Međutim, nedugo nakon toga, Hajduk ga je otpisao. Put ga je odveo u GOŠK Dubrovnik, novopečenog drugoligaša (2001). Tamo je paralelno nastupao za juniorsku i seniorsku momčad.
U svojoj drugoj seniorskoj sezoni u GOŠK-u, momčad je loše započela sezonu. Nakon deset odigranih kola, bila je uvjerljivo na posljednjem mjestu. U tom periodu Lakić nije postigao niti jedan pogodak. No, to stanje nije dugo potrajalo. Pred kraj prvog dijela prvenstva, GOŠK je promijenio trenera. Bio je to početak pravog zaokreta. Momčad je počela nizati pobjede, a Srđan Lakić postao je igrač odluke. Do kraja sezone postigao je 14 pogodaka i bio jedan od ključnih igrača u očuvanju drugoligaškog statusa.

#### NK Hrvatski dragovoljac
Nakon sjajne sezone, korak naprijed bio je odlazak u Hrvatski dragovoljac (2004.). Na njegovu dolasku inzistirao je Stjepan Spajić, tada predsjednik Hrvatskog dragovoljca. Sljedeća sezona definitivno je potvrdila njegovu igračku kvalitetu. Kao najbolji strijelac lige s 26 pogodaka, u izboru Sportskih novosti, najutjecajnijeg hrvatskog sportskog dnevnog lista, proglašen je najboljim igračem lige. Nažalost, Hrvatski dragovoljac nije izborio plasman u Prvu hrvatsku ligu, samo zbog lošije razlike pogodaka.

#### NK Kamen Ingrad
No, Srđan je i u sljedećoj sezoni 2005/2006 napravio novi iskorak. Angažirao ga je Kamen Ingrad, klub kojeg je u Prvoj HNL vodio ambiciozni predsjednik Vlado Zec. Odlična momčad većinu prvenstva bila je na trećem mjestu, a dogurala je i do polufinala Hrvatskog nogometnog kupa. U sezoni u kojoj je postigao 15 pogodaka, Srđan je pozvan u mladu reprezentaciju Hrvatske.

### Hertha BSC Berlin
U tom periodu Hajduk je htio angažirati Srđana, no berlinska Hertha bila je brža. Lakić je, dakle, odselio u njemačku prijestolnicu (2006.). Nakon sjajnog početka, pogotka u Kupu Uefe, debija u prvom kolu protiv Wolfsburga, osjetila se razlika u ritmu na koju je Srđan do tada navikao. Zahtjevi njemačke lige bili su daleko iznad onih u Hrvatskoj. Lakić, u tom trenutku, nije bio spreman za Bundesligu. Do kraja sezone odigrao je desetak utakmica, a ubilježio je i dvije asistencije. Bilo je jasno da će mu trebati vremena za prilagodbu u jednoj od najboljih svjetskih liga.

### Heracles Almelo
Sljedeći korak bila je posudba u Heracles Almelo (2007). Nizozemski prvoligaš želio je osigurati prvoligaški status, a u Lakiću je vidio mladog i perspektivnog igrača koji im u tome može pomoći. Početak u Nizozemskoj bio je težak, no s vremenom je Srđan pronašao dobru formu i u drugi dio sezone ušao s osam pogodaka. Odigrao je značajnu ulogu u ostvarenju klupskog cilja. Logično, dobre igre u Heraclesu, pobudile su zanimanje drugih klubova. Lakić se sljedeće ljeto (2008.) vratio s posudbe u Herthu, nakon čega ga je kupio Kaiserslautern. Posrnuli njemački div, nakon godina neuspjeha, formirao je mladu i potentnu momčad za napad na Bundesligu.

### 1. FC Kaiserslautern
Početak u Kaiserslauternu bio je furiozan. U prvom dijelu prvenstva Lakić je postigao devet pogodaka, a klub je taj dio sezone završio na drugom mjestu. No, nedugo zatim, neugodna ozljeda Lakića je izbacila iz stroja. Uslijedila je sedmomjesečna stanka. No, unatoč tome, imenovan je kapetanom momčadi. U novoj sezoni (2009.) Kaiserslautern je dodatno pojačao momčad. Sredinom sezone (09/10) Lakić se vratio nakon ozljede. Nakon dugotrajne stanke mučio se s formom. Ali, kada su već svi mislili da je stari Lakić nestao, on je u odlučujućem dijelu prvenstva postigao neke važne pogotke koji su donijeli važne bodove za ulazak u Bundesligu. Sezonu je završio sa sedam važnih pogodaka.
Kaiserslautern je osvojio naslov, a Lakić je u zadnjem kolu podigao pehar na rasprodanom Betzenbergu. S 27 godina, kapetan prvoligaške momčadi, potvrdio je da je dorastao bundesligaškoj razini. Tako je već na pripremama za novu sezonu nagovijestio sjajno razdoblje koje je uslijedilo. Odličnim igrama i pogocima potvrdio je status kapetana i prvog napadača momčadi. Na polovici sezone već je postigao 15 pogodaka, 11 u ligi i četiri u kupu. Bilo je to najplodnije razdoblje njegove karijere, a redom su padale najbolje njemačke momčadi kao što su Bayern, Schalke, Werder… Lakić je uvijek bio igrač odluke.

### VfL Wolfsburg
Na polusezoni je bilo potpuno jasno da je, nakon nepune tri godine, došlo vrijeme za novi izazov. Lakića je u tom periodu tražilo pola Europe. Odluka je pala na Wolfsburg. Ugovor je potpisan za sljedeće ljeto (2011.) i to na 4 godine. Sezonu je završio kao četvrti strijelac Bundeslige (16 pogodaka), odnosno najbolji strijelac njemačkog kupa (7 pogodaka). Kaiserslautern je pak sezonu (2010/2011) završio na sedmom mjestu. Početak u Wolfsburgu bio je samo nastavak od prethodne sezone. Srđan je odmah bio najbolji strijelac priprema, a zabio je i u svojoj prvoj službenoj utakmici u njemačkom kupu. No, potpuno drugačiji način treninga s vremenom je sve promijenio.

#### TSG 1899 Hoffenheim - posudba
Nova sezona (2011/2012) za Srđana je bila puna ozljeda i traženja prave forme. Ništa nije promijenio ni odlazak na posudbu u Hoffenheim u toj polusezoni. Nakon obećavajućeg početka, u četvrtoj utakmici ozlijedio je križne ligamente i sezona je praktički za njega bila završena. Na ljeto je uslijedio povratak u Wolfsburg, odnosno novi početak. Wolfsburg je kupio nove igrače i činilo se da za Lakića u toj momčadi nema mjesta. No, Lakić se vrlo brzo vratio u odličnu formu i kao prvi strijelac priprema nametnuo se kao idealno rješenje u udarnoj postavi. Nakon lošeg prvenstvenog starta momčadi, to se i dogodilo.

#### Eintracht Frankfurt - posudba
Lakić je bio u udarnoj postavi, ali momčadi nije išlo dobro što je rezultiralo smjenom trenera Felixa Magatha. Nisu to opet bile povoljne okolnosti za Srđana. Novi trener nije mu iskazao povjerenje i Lakić je na polusezoni otišao u Eintracht Frankfurt (2013.)koji se u to vrijeme borio za plasman u Europu. U novoj sredini, Lakić je imao početak iz snova. U debiju u Hamburgu, kod izravnog konkurenta za Europu, svojoj je momčadi s dva pogotka donio važnu 2:0 pobjedu. No, potom je na treningu uslijedila ozljeda leđa što je označilo novu stanku za Srđana. Ipak, Srđan se oporavio na kraju sezone i našao pravu formu. Eintrachtu je, naime, donio važne bodove. U Bremenu i Düsseldorfu pogocima je osigurao povratak kluba u Europu nakon dugih 20 godina.

### 1. FC Kaiserslautern - povratak
Sljedeće sezone (2013/2014), opet nakon obećavajućih priprema, Lakić je, u kvalifikacijama za Europsku ligu, igrao odlično. Ali nova ozljeda leđa Lakića je izbacila iz stroja sljedećih mjesec dana. Nakon povratka pamtit će se njegove dobre igre i europski pogoci, no u Bundesligi se morao zadovoljiti mrvicama. Tako je na polusezoni uslijedio povratak u klub koji ga je promovirao u jednog od najboljih napadača Bundeslige u to doba. Kaiserslautern je u međuvremenu ispao u drugu ligu i klupski čelnici u Lakiću su vidjeli jakog aduta za povratak u elitni rang. Nakon početnih poteškoća, Lakić se opet vratio u staru formu i kao kapetan je predvodio momčad prema Bundesligi. Unatoč stalnim problemima i ozljedi leđa, igrao je odlično i bio najbolji strijelac kluba (6 Pogodaka). No, nesuglasice s klupskim vodstvom bile su sve češće i Lakić je opet morao napustiti omiljeni mu klub. Ovaj put zauvijek. 

### SC Paderborn 07
S 31 godinom Lakić je dogovorio prelazak u Paderborn koji je, po svaku cijenu, želio zadržati prvoligaški status. Do ljeta, Lakić je, od 10 pogodaka svoje momčadi, sudjelovao u četiri (2 pogotka, 2 asistencije). Nažalost, bilo je to premalo za nešto više osim časnog ispadanja iz lige i to porazom u zadnjem kolu od Stuttgarta. Tada izravnog konkurenta za ispadanje.
Nakon sezone, Lakić je na treningu zadobio rupturu Ahilove tetive i uslijedio je dugotrajan oporavak. On se dogodio nakon četiri mjeseca u utakmici njemačkog kupa protiv Dortmunda. U svojoj prvoj utakmici Lakić je odmah postigao pogodak. Obećavajući početak začinio je također s dva dobra ligaška nastupa. Sve dok ga opet nisu sustigle ozljede zbog kojih nije mogao dovoljno redovito trenirati i igrati. Sve je kulminiralo u Bochumu u predzadnjem kolu polusezone (2015.) gdje je, nakon poraza, predsjednik kluba (Wilfried Finke), suspendirao tri najiskusnija igrača. Među njima i Lakića. Nakon toga, načet ozljedama i nedostatkom motivacije, Srđan se odlučio završiti jedinstvenu karijeru koja je krenula na ulicama Dubrovnika, a završila pod svjetlima bundesligaške pozornice.

## Reprezentacija
Prvi put je u mladu reprezentaciju Hrvatske pozvan 2005. godine. U kvalifikacijama za Europsko prvenstvo 2006. godine igrao je protiv Mađarske, Srbije i Crne Gore.
U debiju na prijateljskoj utakmici u Čakovcu protiv istoimenog drugoligaša postigao je tri pogotka u 5:2 pobjedi.
Prvi poziv za hrvatsku A reprezentaciju dobio je 2010. godine. Bilo je to za utakmicu protiv Malte. Pozivan je još za utakmice protiv Češke, Gruzije i Francuske, no nije nastupio, unatoč odličnoj formi.

## Vanjske poveznice
- Profil na Transfermarktu
- Profil na Soccerwayu